# Millis, Syria
Milles (tiếng Ả Rập: ملَس) là một ngôi làng ở phía tây bắc Syria, thuộc chính quyền Idlib. Làng cách 18 km từ thành phố Idlib, 120 km về phía tây Aleppo, và ở giữa Idlib {đến 18 km} và Salqeen {đến 35   km}. Milles gần Thổ Nhĩ Kỳ và nằm giữa hai ngọn núi. Baresh là người đầu tiên và Alaly là người thứ hai. Theo Cục Thống kê Trung ương Syria, thị trấn có dân số 2.938 người trong cuộc điều tra dân số năm 2004. Ngôi làng này có một ngọn đồi nhỏ được bao phủ bởi hàng ngàn cây ô liu.